# Harry Johnston (politico)
Harry Allison Johnston II (West Palm Beach, 2 dicembre 1931 – West Palm Beach, 28 giugno 2021) è stato un politico statunitense, membro della Camera dei Rappresentanti per lo stato della Florida dal 1989 al 1997.

## Biografia
Nato a West Palm Beach, dopo il servizio militare nell'esercito, Johnston si laureò all'Università della Florida e successivamente si dedicò alla politica.
Dopo l'adesione al Partito Democratico venne eletto all'interno della legislatura statale della Florida, dove rimase svariati anni. Nel 1986 cercò l'elezione a governatore della Florida, ma venne sconfitto nelle primarie.
Due anni dopo riuscì a farsi eleggere alla Camera dei Rappresentanti e vi servì per quattro mandati, fino al suo ritiro nel 1997. Il suo seggio venne poi occupato dal compagno di partito Robert Wexler.